# Bigalassia
Bigalassia è stata una collana editoriale italiana di fantascienza pubblicata dalla Casa Editrice La Tribuna (C.E.L.T.) di Piacenza dal 1971 al 1979, per un totale di 45 volumi di autori stranieri e italiani.
In Bigalassia erano ripubblicati i romanzi in precedenza apparsi nella collana Galassia della stessa casa editrice. Ogni volume raccoglieva due romanzi, inizialmente dello stesso autore e dal n.10 anche di autori diversi; in alcuni casi si tratta di raccolte di racconti.

## Elenco delle uscite
1. Anno venticinquemila Le storie delle Lune, di A. E. van Vogt, 1971
2. Utopia, andata e ritorno Vedere un altro orizzonte, di Philip K. Dick, 1971
3. La ballata di Alain Hardy L'odissea di Alain Hardy, di Ugo Malaguti, 1971
4. Pianeta perduto Incidente nello spazio, di Edmond Hamilton, 1971
5. Una voce dal nulla Azione di disturbo, di Eric Frank Russell, 1971
6. Lord Kalvan d'altroquando I vichinghi dello spazio, di H. Beam Piper, 1971
7. Gli anni del precursore Un universo tutto per noi, di Philip José Farmer, 1971
8. L'impero dell'oscuro Luci nell'infinito, di Jack Williamson, 1971
9. Infinito Il villaggio dei fiori purpurei, di Clifford D. Simak, 1971
10. I pirati di Zan Sogna, superuomo, di Murray Leinster, John Brunner, 1971
11. Descalation Crisi nel 2140, di Brian W. Aldiss, H. Beam Piper, John J. Mc Guire, 1971
12. I conquistatori delle stelle Fratelli mostri, di John W. Campbell, Lester del Rey, 1971
13. Mr. Lars, sognatore d'armi Follia per sette clan, di Philip K. Dick, 1973
14. Starman Jones I miei mondi, di Robert A. Heinlein, 1973
15. Destinazione uomo Amore a quattro dimensioni, [antologia] di Sf Italiana (AA.VV.), 1973
16. Terra all'infinito Campo Archimede, di Thomas M. Disch, 1973
17. I corridoi del tempo L'invasione della Galassia di Andre Norton, Edmond Hamilton, 1974
18. Guerra finale Cancro 2000, di K. M. O'Donnell, Gonner Jones, 1974
19. L'anello intorno al sole Lascia questo cielo, di Clifford D. Simak, James Blish, 1974
20. Padrone della vita, padrone della morte Le donne della neve, di Robert Silverberg, Fritz Leiber, 1974
21. Anonima intangibili Storie marziane, di Brian W. Aldiss, Leigh Brackett, 1974
22. Il giudizio di Eva C'era una volta un mondo, di Edgar Pangborn, Walter Miller, Altri, 1974
23. Missili e serpenti blu Il satellite stregato, di Laurence M. Janifer, S. J. Treibich, 1975
24. Notte di luce Una questione di razza, di Philip José Farmer, 1975
25. Star Well La rivoluzione Thurb, di Alexei Panshin, 1975
26. Mondo senza sonno Joyleg, di Diane e Meir Gillon, Ward Moore, Avram Davidson, 1975
27. Gli idioti in marcia L'emozionometro, di Cyril M. Kornbluth, Harold Livingston, 1975
28. La ballata di Beta 2 Babel 17, di Samuel R. Delany, 1975
29. L'odissea del superuomo Ritornello, di Charles L. Harness, 1976
30. La società del tempo Sotto il segno di Marte, di John Brunner, 1976
31. Programma finale Il veliero dei ghiacci, di Michael Moorcock, 1976
32. L'uomo che comprò la Terra L'uomo che regalò la Terra, di Cordwainer Smith, 1976
33. Gli occhi di Heisenberg Stella innamorata, di Frank Herbert, 1976
34. Io, l'immortale Signore dei sogni, di Roger Zelazny, 1976
35. Nel nome dell'uomo Autocrisi, di Gianni Montanari, Piero Prosperi, 1976
36. Trenta giorni aveva settembre Una coppa piena di stelle, di Robert F. Young, 1977
37. I nostri amici di Frolix 8 L'asteroide dei paria, di Philip K. Dick, Charles Platt, 1977
38. Thomas l'incredulo 102 bombe H, di Thomas M. Disch, 1977
39. La sinfonia delle tenebre Come ladro di notte, di Dean R. Koontz, Mauro Antonio Miglieruolo, 1978
40. Tempo di streghe L'eternità e i mostri, di James E. Gunn, Vittorio Catani, 1978
41. Il corridoio nero Il ministero della felicità, di Michael Moorcock, Roberta Rambelli, 1978
42. Ubik, mio signore Dove stiamo volando, di Philip K. Dick, Vittorio Curtoni, 1979
43. Chi di vampiro ferisce... Einstein perduto, di Howard Phillips Lovecraft, Altri, Samuel R. Delany, 1979
44. I cancelli dell'universo Il nostro uomo per Ganimede, di Philip José Farmer, George Dick Lauder, 1979
45. Sedici mappe del nostro futuro Seppelliamo Re John, [antologia] di Fanta-Italia (AA. VV.), Pierfrancesco Prosperi, 1979